# Ди Лусиано, Рамиро
Рамиро Себастьян ди Лусиано (исп. Ramiro Sebastián di Luciano; род. 21 января 2004 года в Банфилде, Аргентина) — аргентинский футболист, правый защитник московского ЦСКА.

## Карьера
Рамиро является воспитанником «Банфилда». В годы выступлений за юношескую команду клуба аргентинская пресса сравнивала его с Хавьером Дзанетти. В 2021 году 17-летнего правого защитника экстренно перевели в первую команду из-за эпидемии COVID-19. Он дебютировал за него 6 апреля, целиком отыграв встречу с «Эстудиантес» в рамках Кубка Профессиональной лиги. Всего в том году он успел принять участие в поединке с «Росарио Сентраль», после чего вернулся в юношеский состав. Правый защитник был окончательно переведён в первую команду только 3 года спустя. 
2 сентября 2024 года Рамиро впервые сыграл в чемпионате Аргентины в матче против «Институто». Всего в первом полноценном сезоне он принял участие в 14 матчах первенства страны. В 2025 году правый защитник отыграл 16 встреч в аргентинской Апертуре и своей игрой привлёк внимание зарубежных клубов. 